# Louis Charrier de La Roche
Pour les articles homonymes, voir Charrier et La Roche.
Louis Charrier de la Roche, né le 17 mai 1738 à Lyon et mort le 18 mars 1827, est un évêque français.

## Biographie
Louis Charrier de La Roche est né le 17 mai 1738 à Lyon. La famille Charrier de La Roche est originaire d'Auvergne et joue un rôle important dans les affaires municipales de Lyon : président de la cour des Monnaies, lieutenants civils, échevins… Guillaume, père de Louis porte  le titre de  « chevalier, seigneur de Chenas, la Tour du Bief et autres lieux ». Sa mère  se nomme Françoise-Thérèse Durret de Grigny.
Tonsuré à onze ans, docteur en théologie en 1764 et chanoine de Lyon, prévôt-curé d'Ainay en 1777. D'esprit très libéral, gallican et même janséniste comme une grande partie du clergé lyonnais, il s'attache aux idées nouvelles, grand admirateur de Rousseau et de Voltaire.
Sous la Révolution, il est député du clergé de Lyon à l'assemblée nationale, vote la Constitution civile du clergé, prête le serment civique et est élu, le 24 mars 1791, évêque constitutionnel de la Seine-Inférieure, siégeant à Rouen et consacré par l'évêque de la Seine Jean-Baptiste Gobel. La Révolution qu'il a soutenue le dépassant, il donne sa démission le 26 octobre 1791. Il est alors emprisonné à Mâcon du 7 mars au 14 octobre 1794, ses biens sont confisqués. Il se retire à Juliénas.  Il fait allégeance au pape  le 17 mai 1797.
Le cardinal Caprara conjointement avec Portalis, inspiré par Talleyrand, lui propose de devenir le premier évêque de Versailles. Il refuse mais est nommé par le ministre et confirmé par une bulle du 18 septembre 1802. Émanation de la division de la France en départements, cet évêché n'existe pas sous l'Ancien régime. Il comprend, en 1802, 689 paroisses. Charrier de La Roche est le premier évêque nommé de Versailles le 9 avril 1802, à la suite de la réorganisation de l'épiscopat français due au concordat de 1801. Il est nommé Premier Aumônier de l'Empereur en 1802.
Durant son épiscopat de 25 ans, Charrier de La Roche, comme tous les évêques de France, ordonne que la fête de l'Assomption et de la Saint-Napoléon soient célébrées ensemble le 15 août 1806 et années suivantes… bien que devenu aumônier de l'Empereur et baron de l'Empire, cet évêque-fonctionnaire, dès la monarchie restaurée, s'empresse d'écrire que « le roi a détruit ce régime absurde qui pesait sur toute la France… ».
Il possède le château d'Estours et autre à Juliénas.
Le 1er septembre 1806, il fonde le grand séminaire de Versailles.
A sa mort en 1827, son corps est déposés dans le caveau des évêques dans le chœur de la cathédrale de Versailles.

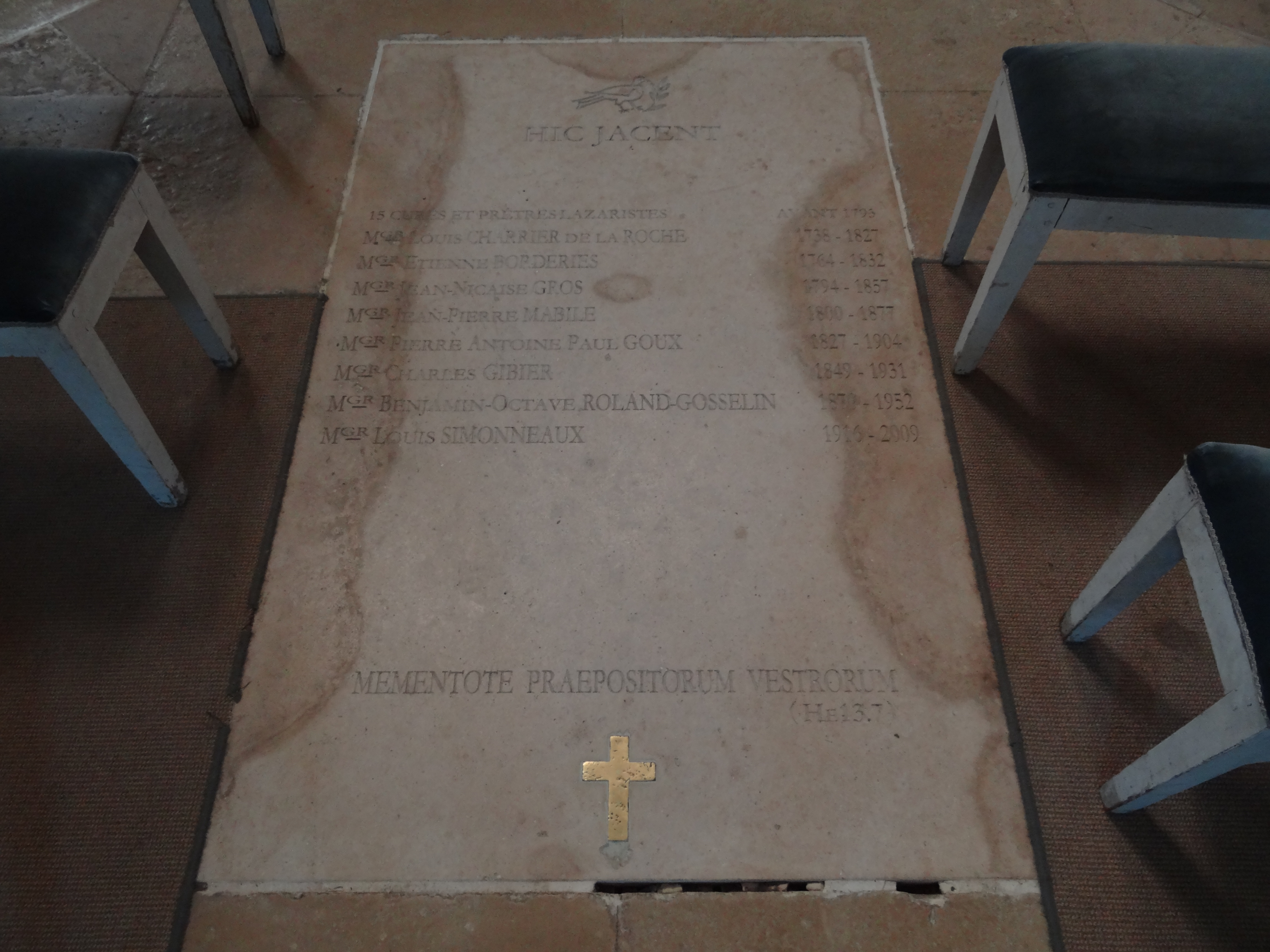
Vue de l'entrée du caveau des évêques de Versailles dans la cathédrale Saint-Louis de Versailles (Yvelines).

## Distinctions
- Officier de la Légion d'honneur (30 juin 1811)[4]